# Cerocala sanana
Cerocala sanana là một loài bướm đêm trong họ Erebidae.